# Hypothymis coelestis
Monarca-celestial ou monarca-celeste (Hypothymis coelestis) é uma espécie de ave da família Monarchidae.
É endémica das Filipinas.
Os seus habitats naturais são: florestas subtropicais ou tropicais húmidas de baixa altitude.
Está ameaçada por perda de habitat.